# Ceratagra
Ceratagra é um gênero de mariposa pertencente à família Pyralidae.